# Gyldenkam
Gyldenkam (norrønt Gullinkambi) er hanen, som hver morgen vækker Einherjerne.
Den tæller minutter og timer i toppen af Ask Yggdrasil, og holder Nornerne vågne med sin galen, så de ikke falder i søvn midt i deres arbejde.
| Nordisk mytologi | Spire Denne artikel om nordisk religion og mytologi er en spire som bør udbygges. Du er velkommen til at hjælpe Wikipedia ved at udvide den. |